# ایرینا سوخووا
ایرینا سوخووا (انگلیسی: Irina Sukhova؛ زادهٔ ۹ فوریهٔ ۱۹۷۴) تنیس‌باز اهل اوکراین است.